# Idaea dirutaria
Idaea dirutaria là một loài bướm đêm trong họ Geometridae.